# Octonoba biforata
Espèce
Octonoba biforata est une espèce d'araignées aranéomorphes de la famille des Uloboridae.

## Distribution
Cette espèce est endémique de Chine. Elle se rencontre au Fujian, au Hunan et au Sichuan.

## Publication originale
- Zhu, Sha & Chen, 1989 : Two new species of the genera Octonoba and Uloborus from south China (Araneae: Uloboridae). Journal of Hubei University, Natural Science Edition, vol. 11, p. 48-54.